# Euphyia chrysocyma
Euphyia chrysocyma là một loài bướm đêm trong họ Geometridae.